# Rue du monde
 (septembre 2018).
Si vous disposez d'ouvrages ou d'articles de référence ou si vous connaissez des sites web de qualité traitant du thème abordé ici, merci de compléter l'article en donnant les références utiles à sa vérifiabilité et en les liant à la section « Notes et références ».
Rue du monde est une maison d'édition française de littérature de jeunesse.

## Historique
Rue du monde a été créée en novembre 1996 par Alain Serres, auteur pour la jeunesse, grâce à un millier de souscriptions.
Elle appartient à la société Rue de l'Édition.

## Projet éditorial
Rue du monde conçoit des livres pour « interroger et imaginer le monde ». Sa démarche originale associe regards citoyens, ouverture aux autres cultures et tremplin à l'imaginaire. Ses ouvrages s'adressent à l'intelligence, à la sensibilité et à l'esprit critique des enfants. Selon Alain Serres, il s'agit de leur « ouvrir les yeux sur notre monde sans les effrayer avec celui qu'on leur laisse », pour ne pas en rester au « simple constat dramatique de la planète », et les encourager aussi à imaginer dès aujourd'hui un autre monde. Les albums de Rue du Monde, soigneusement édités, laissent une grande place à des illustrations originales et colorées, ouvertes au regard créatif du jeune lecteur. Rue du monde propose également des expositions conçues à partir de ses livres.
Totalement indépendante financièrement, Rue du monde est parvenue à asseoir sa fonction dans le paysage éditorial mais aussi dans la vie sociale. 
Début 2011, Rue du monde a pris position sur la manière dont est appréhendée l'édition jeunesse dans les médias, à travers une lettre ouverte « à l'attention des critiques  littéraires et de tous ceux qui n'ont pas encore eu la chance de rencontrer un bon livre jeunesse ». Le contenu de ce message a reçu le soutien de nombreux acteurs du secteur, approuvant notamment l'idée d'organiser une table ronde sur le sujet,.

## Collaborateurs
Depuis ses débuts, Rue du monde fait travailler, tant pour le texte que pour les illustrations, des créateurs déjà reconnus et de jeunes talents. Elle collabore régulièrement avec Bernard Chambaz, Laurent Corvaisier, Didier Daeninckx, Bernard Épin, Aurélia Fronty, Judith Gueyfier, Jean-Marie Henry, Martin Jarrie, Nathalie Novi, Pef, Clotilde Perrin, François Place, Lucile Placin, Karim Ressouni-Demigneux, Olivier Tallec, Zaü…

## Catalogue
Rue du monde publie une trentaine d'ouvrages par an. Son catalogue compte plus de 400 titres, pour les lecteurs de 18 mois à 15 ans — voire beaucoup plus pour certains ouvrages plébiscités par les adultes.
Y figurent :
- des beaux livres (Cartes, Et si on redessinait le monde ?, L'enfant qui savait lire les animaux, Je serai les yeux de la Terre, Je serai trois milliards d'enfants, Le Gorille et l'Orchidée, Pinocchio...) ;
- des albums documentés (Et Picasso peint Guernica, Mandela, Missak, Petit Charlie deviendra Charlot, Wangari Maathai, Korczak...) ;
- des albums grand format (Martin des colibris, Le Roi des Trois Orients,  Siam,  Je suis un humain qui peint,  Babak, La Grande Légende de Rama et Sita, Comment Pok l'oiseau inventa les couleurs, Ma maison bleue…) ;
- des histoires très écrites et très colorées (Moi Ming, Terrible,  Sous le grand banian,  Ceci est un poème qui guérit les poissons,  Nouk,  Nyéba,  Noël des ramasseurs de neige, Nous on va à l'école en dinosaure,  Même les mangues ont des papiers,  Jour de Noël à Yangassou...) ;
- des documentaires sur des questions de société (collection « Premiers livres » pour les 7-10 ans et collection « Grands livres » pour les 10-15 ans) ;
- des anthologies de poésie autour d'un thème (anti-racisme, francophonie, environnement, humour, Oulipo, devinettes, poèmes courts…) ;
- de la poésie pour les tout-petits (collection « Petits Géants », avec des auteurs français ou étrangers comme Cendrars, Vian, Queneau, Prévert, Topor, Chedid, Supervielle, Eluard, Hikmet, Ryokan…) ;
- des albums pour les tout-petits, cartonnés ou pas (Non, Tout autour de moi, Bébé lézard bébé bizarre, Il faut sauver le petit chat !, Un ours comme ci…, Pom pom poèmes, Petits…) ;
- des albums historiques mêlant fiction et documents d'époque (sur la guerre de 1914-1918, les camps de concentration, la Résistance, la bombe atomique, l'esclavage, la colonisation, la guerre d'Algérie, la Révolution française, la Commune de Paris, les congés payés…) ;
- des contes (la collection « Papagayo », des recueils comme Tour du monde des contes, Tour de France multicolore des contes, Contes juifs et arabes réunis, Contes nomades...) ;
- des romans (Nassim et Nassima, Tao et Léo, P'tite mère, Sensha fille de Mongolie, L'Enfant du zoo, Poisson  d'argent, Frissons de foot à Bangui, la série « Fausto » sur le sport, Je suis un gros menteur, Je veux un python pour mon anniversaire, La cabane sur le toit...) ;
- une série pour les ados (La Cité) ;
- des livres de cuisine (Une cuisine grande comme le monde, Une cuisine grande comme un jardin, Une cuisine tout en chocolat, La Fabuleuse Cuisine de la route des épices, Une cuisine qui sent bon les soupes du monde) ;
- des inclassables comme J'atteste contre la barbarie, Travailler moins pour lire plus, Au même instant sur la Terre…, Le Petit ChaPUBron rouge, Le Livre noir des couleurs, La Famille Totem, Comment apprendre à ses parents à aimer les livres pour enfants, La Petite École de l'imagination, La Devise de ma République…

Rue du monde propose aussi, à travers sa collection « Coup de cœur d'ailleurs », de découvrir les meilleurs albums pour les 2-6 ans publiés à l'étranger (Iran, Inde, Corée, Japon, Mongolie, Australie, Brésil, Mexique, Canada, États-Unis, Espagne, Portugal, Italie, Allemagne, Belgique, Suède, Norvège, Ukraine…)
À l'inverse, les livres de Rue du monde sont traduits dans une vingtaine de langues.

## Rendez-vous annuels
Rue du monde s'associe chaque année au Printemps des Poètes et à l'opération « L'été des bouquins solidaires » en partenariat avec le Secours populaire. Depuis 2003, 125 000 ouvrages ont été offerts aux enfants. 
Elle est présente sur de nombreux salons en France (Montreuil, Aubagne, Rouen…) et à l'étranger (Bologne, Francfort…).

## Quelques récompenses
- Prix Sorcières Documentaire 1999 pour Pef, Zappe la guerre
- Prix Sorcières 2003 pour Dominique Sampiero, illustré par Monike Czarnecki, P’tite mère
- Prix de la presse des jeunes 2004, catégorie Junior pour Le grand livre contre toutes les violences d'Anne-Marie Thomazeau, Brigitte Bègue, Alain Serres, illustré par Bruno Heitz
- Prix Amerigo-Vespucci Jeunesse 2004 pour Didier Daeninckx et Laurent Corvaisier, L'Enfant du zoo
- Mention Prix BolognaRagazzi 2007 pour Alain Serres (texte) et Nathalie Novi (ill.), Une cuisine tout en chocolat
- Prix BolognaRagazzi 2007 pour Menena Cottin (texte), Rosana Faría (ill.), Le livre noir des couleurs (édition française, traduite du mexicain)
- Prix Amerigo-Vespucci Jeunesse 2007 pour  François Place, Le Roi des Trois Orients
- Mention Prix BolognaRagazzi 2008 pour Karim Ressouni-Demigneux (texte) et Thierry Dedieu (ill.), L'ogre
- Grand prix de l'illustration 2011 pour les illustrations de Zaü de l'ouvrage Mandela, l’Africain multicolore, sur un texte d'Alain Serres
- Prix Sorcières Documentaire 2013 pour Aleksandre Mizielinska et Daniel Mizielinski, Cartes : voyages parmi mille curiosités et merveilles du monde
- Prix Amerigo-Vespucci Jeunesse 2014 pour  Daniel Picouly (texte) et Nathalie Novi (illustrations), Et si on redessinait le monde
- Mention catégorie Book&Seeds du Prix BolognaRagazzi 2015 pour Alain Serres (texte) et Aurélia Fronty (illustrations), Une cuisine qui sent bon. Les soupes du monde